# Gloria Friedmann

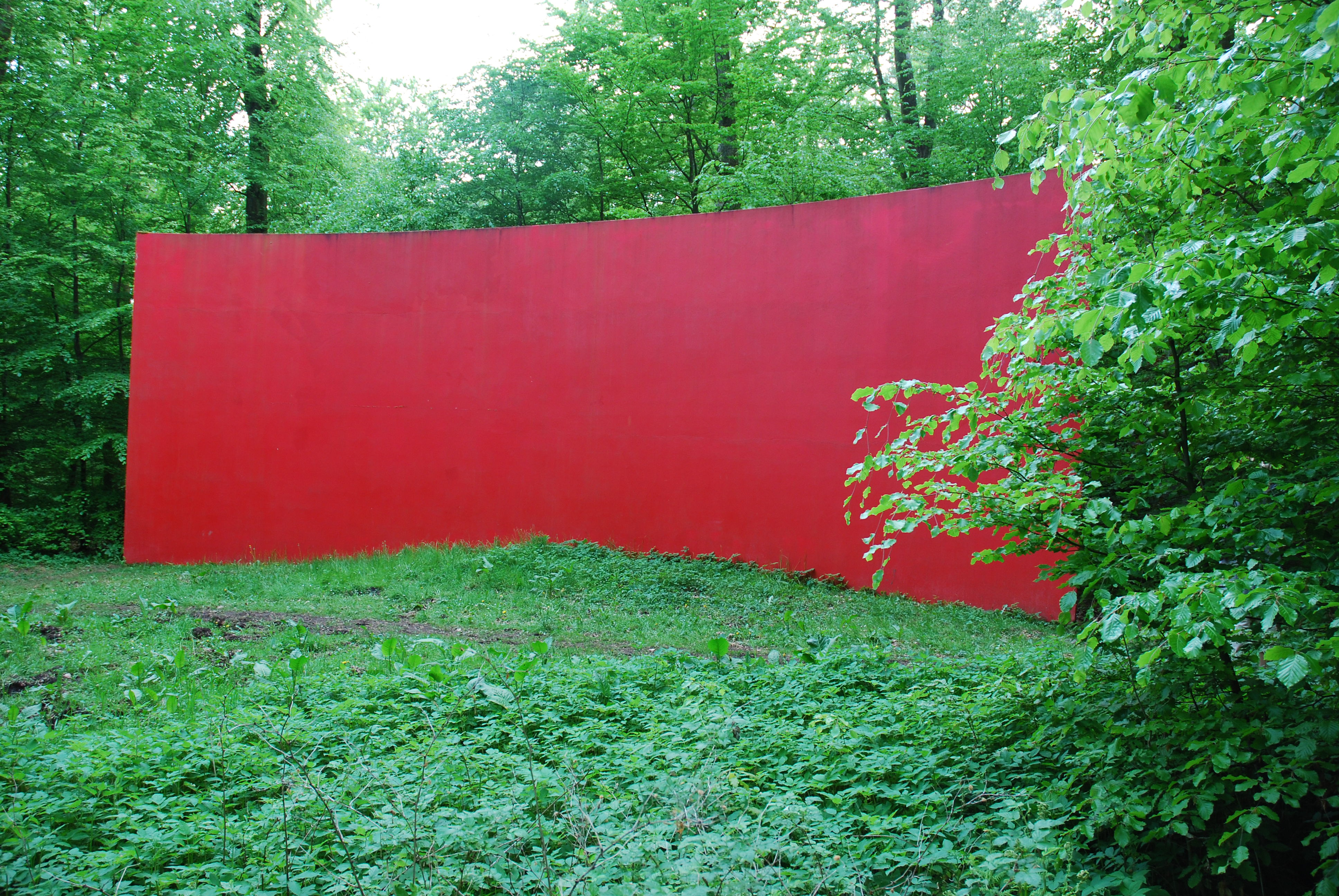
The Wanås Wall, Wanås skulpturpark.

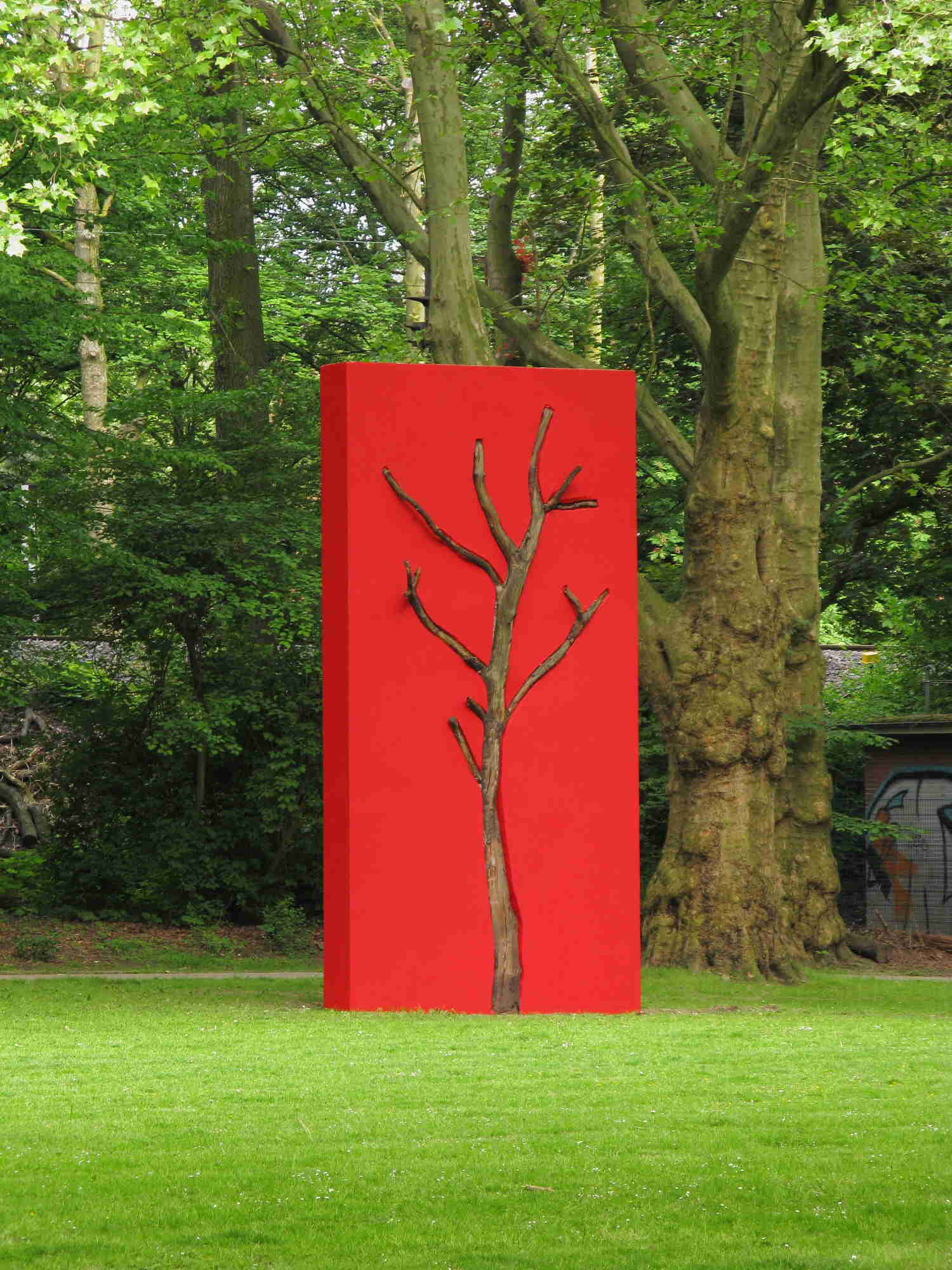
Denkmal, Essen i Tyskland.

Gloria Friedmann, född 1950 i Kronach i Tyskland, är en tysk-fransk skulptör.
Gloria Friedmann började arbeta som fotgraf. Hon debuterade som skulptör 1980 och började 1985 med skulptur utomhus, delvis utgående från objekt hämtade från naturen (ready-mades). Hennes huvudtema är människans kontakt med naturen och förändring av den.
Gloria Friedmann bor och arbetar sedan 1977 i Aignay-le-Duc i Frankrike.

## Offentliga verk i urval
- Denkmal, betong och dött träd, på Moltkeplaz i Essen i Tyskland
- Röd kub, färgad betong, i Langres, Champagne i Frankrike (tillsammans med arkitekten Adelfo Scaranello
- Die Grünstation, färgad betong, WaldSkulpturenWeg mellan Bad Berleburg - Schmallenberg i Hochsauerland, Tyskland
- Stigma, eller The Wanås Wall, Wanås skulpturpark